# Não pronunciarás em vão o Nome de Javé, o SENHOR teu Deus
"Não pronunciarás em vão o Nome de YHWH, O SENHOR teu Deus" (Bíblia King James (BKJ)), também "Não usarás mal o Nome de YHWH teu Deus" (BJ, WEB), (hebraico לא תדברו לשווא שם יהוה, יהוה אלהיכם, transliteração neolatina Lo tiså et shem YHWH eloheykha lashåv ky lo = "Não tomarás o nome de YHWH, O Senhor teu Deus em vão"), é o "Terceiro Mandamento da Lei de YHWH Deus", na ordem original talmúdica, como ela foi dada a Moisés no Monte Sinai, em duas ocasiões (a primeira, relatada em Êxodo 20: 1–17, e a segunda, em Deuteronômio 5: 4–21), que estabelece a natureza exclusiva da relação entre a nação de Israel e YHWH, O Deus de Israel, que Ele iniciou, após libertar os israelitas da escravidão do Egito (Êxodo), dando, pois, seguimento a "Os Dez Mandamentos", amplamente acolhidos como imperativos espirituais e morais por biblistas, estudiosos, historiadores e teólogos, cristãos e judeus, e que se consideram, em maioria, aplicáveis ao povo de YHWH Deus também na "Era da Graça", colimados por Jesus Cristo nos Dois Mandamentos do Amor, que são Um Só.
Efetivamente, é uma blasfêmia específica e estritamente proibida o "mal uso", ou "uso em vão", ou "uso indevido" do NomeYHWH, (Nome Do Deus De Israel) ou, ainda, usar Seu nome com o deliberado propósito de cometer o mal em qualquer forma:

"(7) Não pronunciarás em vão o Nome de YHWH, O Senhor teu Deus, porque YHWH não deixará impune qualquer pessoa que pronunciar em vão o seu Nome."(Bíblia King James Atualizada online)
" לא תשא את־שם־יהוה אלהיך לשוא כי לא ינקה יהוה את אשר־ישא את־שמו "— Citação do Terceiro Mandamento, na ordem original talmúdica, em hebraico bíblico
Os textos da Bíblia Hebraica de Kittel (BHK), bem como da Bíblia Hebraica Stuttgartensia (BHS), registram 6.828 ocorrências do Nome יהוה (YHWH), a começar pela primeira citação formal em Gênesis, capítulo 2, versículo 4, parte b e encerrando com Malaquias, capítulo 4, versículo 5, parte b. A  frequência com a qual o Tetragrama Sagrado ocorre atesta a Sua imensa importância. Seu uso em todas as Escrituras Sagradas ultrapassa em muito o de quaisquer nomes ou títulos honoríficos, tais como "Soberano SENHOR (hebraico transliteração neolatina: Adhonai)", "o [Verdadeiro] SENHOR" (hebraico transliteração neolatina: Ha Adhóhn), Altíssimo (hebraico transliteração neolatina: Elyón) "o [Verdadeiro] Deus" (hebraico transliteração neolatina: Ha Elohím) e "Deus" (hebraico transliteração neolatina: Elohím).
Por tal razão, com base nesse mandamento e no extraordinário respeito e reverência dele decorrentes, para com O Nome do Altíssimo YHWH — O Qual os judeus, rabinos e povo, evitavam, a todo custo, até pronunciar [em qualquer situação], a título de cautela — a Tradição Rabínica do Judaísmo, principalmente no Período Helenístico desenvolveu e fortaleceu "um como que tabu de pronunciar o YHWH, O Nome de Deus", o que fez resultar na substituição do Tetragrammaton, YHWH por títulos indiretos e referenciais, como Adonai (literalmente, "[Meus] Senhor[es]", em plural majestático – ver Nomes de Deus no Judaísmo) na enunciação, sempre com a utilização de de vogais de apoio ou intercalares.
Na Bíblia hebraica, o mandamento dirige-se contra o abuso d' O Nome de Deus, não contra qualquer uso. Há vários casos na Bíblia hebraica e alguns no Novo Testamento, nos quais O Nome de Deus é chamado em juramentos pela Verdade, ou para apoiar a veracidade da afirmação de ser empossado, e os livros de Daniel e Apocalipse citam casos em que um Anjo enviado por Deus invoca O Nome YHWH de Deus para dar suporte à Verdade de Revelações Apocalípticas. O Próprio Deus jura pel'O Seu Nome ("tão certo Como Eu vivo...") — embora esse mandamento não se l'HE aplique, pois Ele é O Dador dos Mandamentos... — para dar certeza a eventos preditos pelos profetas.

## Os Dez Mandamentos
Diferentes tradições religiosas, não apenas judaicas ou só cristãs, apresentam os dezessete versículos de Êxodo 20: 1–17 e seus correspondentes versículos em Deuteronômio 5: 4–21  divididos e organizados em "dez mandamentos" ou "ditos" em modos diferentes, mostrados na tabela abaixo. Alguns sugerem que "o número dez" é uma opção para auxiliar a memorização, em vez de uma questão de teologia, embora essa organização decenal mostre coesão interna, concordância e consistência temática a justificá-la.
| LXX | FDA | SPT | TAV | AHV | CRV | LTV | PRC | Mandamento (artigo principal)                                                                 | Ex 20:1-17                                          | Dt 5:6-21                                           | Judaísmo                                            | Catol-"R"                                           | Catol-"O"                                           | Prot-"G"                                            |
| --- | --- | --- | --- | --- | --- | --- | --- | --------------------------------------------------------------------------------------------- | --------------------------------------------------- | --------------------------------------------------- | --------------------------------------------------- | --------------------------------------------------- | --------------------------------------------------- | --------------------------------------------------- |
| —   | —   | —   | 1   | —   | 1   | —   | (1) | Eu Sou Javé, o SENHOR, teu Deus, que te fez sair da terra do Egito, da casa da escravidão![1] | 2                                                   | 6                                                   | 1                                                   | 1                                                   | 1                                                   | 1                                                   |
| 1   | 1   | 1   | 2   | 1   | 1   | 1   | 1   | Não terás outros deuses além de Mim[1]                                                        | 3                                                   | 7                                                   | 2                                                   | 1                                                   | 1                                                   | 1                                                   |
| 2   | 2   | 1   | 2   | 1   | —   | 1   | 2   | Não farás para ti imagem de escultura[1]                                                      | 4–6                                                 | 8–10                                                | 2                                                   | 1                                                   | 2                                                   | 2                                                   |
| 3   | 3   | 2   | 3   | 2   | 2   | 2   | 3   | Não pronunciarás em vão o Nome de Javé, o SENHOR teu Deus[1]                                  | 7                                                   | 11                                                  | 3                                                   | 2                                                   | 3                                                   | 3                                                   |
| 4   | 4   | 3   | 4   | 3   | 3   | 3   | 4   | Lembra-te do dia do shabbãth, sábado, para santificá-lo[1]                                    | 8–11                                                | 12–15                                               | 4/sáb                                               | 3/dom[2]                                            | 4/dom[2]                                            | 4/dom[2]                                            |
| 5   | 5   | 4   | 5   | 4   | 4   | 4   | 5   | Honra teu pai e tua mãe                                                                       | 12                                                  | 16                                                  | 5                                                   | 4                                                   | 5                                                   | 5                                                   |
| 6   | 7   | 5   | 6   | 5   | 5   | 5   | 6   | Não matarás                                                                                   | 13                                                  | 17                                                  | 6                                                   | 5                                                   | 6                                                   | 6                                                   |
| 7   | 6   | 6   | 7   | 6   | 6   | 6   | 7   | Não adulterarás                                                                               | 14                                                  | 18                                                  | 7                                                   | 6                                                   | 7                                                   | 7                                                   |
| 8   | 8   | 7   | 8   | 7   | 7   | 7   | 8   | Não furtarás[3]                                                                               | 15                                                  | 19                                                  | 8                                                   | 7                                                   | 8                                                   | 8                                                   |
| 9   | 9   | 8   | 9   | 8   | 8   | 8   | 9   | Não darás falso testemunho contra o teu próximo                                               | 16                                                  | 20                                                  | 9                                                   | 8                                                   | 9                                                   | 9                                                   |
| 10  | 10  | 9   | 10  | 10  | 10  | 9   | 10  | Não cobiçarás (a casa do teu próximo)                                                         | 17a                                                 | 21b                                                 | 10                                                  | 10                                                  | 10                                                  | 10                                                  |
| 10  | 10  | 9   | 10  | 9   | 9   | 10  | 10  | Não cobiçarás (a mulher do teu próximo)                                                       | 17b                                                 | 21a                                                 | 10                                                  | 9                                                   | 10                                                  | 10                                                  |
| 10  | 10  | 9   | 10  | 10  | 10  | 10  | 10  | Não cobiçarás (seus servos, animais, ou coisa alguma que lhe pertença)                        | 17c                                                 | 21c                                                 | 10                                                  | 10                                                  | 10                                                  | 10                                                  |
| —   | —   | 10  | —   | —   | —   | —   | —   | Edificarás estas pedras, que Eu te ordeno, no Monte Gerizim                                   | Adoção exclusiva por parte da Comunidade Samaritana | Adoção exclusiva por parte da Comunidade Samaritana | Adoção exclusiva por parte da Comunidade Samaritana | Adoção exclusiva por parte da Comunidade Samaritana | Adoção exclusiva por parte da Comunidade Samaritana | Adoção exclusiva por parte da Comunidade Samaritana |

Tradições:
- Todas as citações das escrituras acima são da Bíblia King James . Clique nos versos no topo das colunas para outras versões.
- LXX: versão Septuaginta ("versão dos VXX"), geralmente seguida por cristãos ortodoxos.
- FDA: versão de Filo de Alexandria, basicamente idêntica à Septuaginta, mas com os mandamentos de "não matar " e de "não adulterar"  invertidos.
- SPT: versão do Pentateuco Samaritano ou Torá Samaritana, com um mandamento adicional sobre o Monte Gerizim como sendo o décimo.
- TAV:  versão do  Talmude judaico, faz do "prólogo" o primeiro "ditado" ou "matéria" e combina a proibição de adorar outras divindades além de Javé com a proibição da idolatria.
- AHV: versão de Agostinho, segue o Talmude, ao combinar os versículos 3–6, mas omite o prólogo como um mandamento e divide a proibição de cobiçar em dois e segue a ordem de palavras de Deuteronômio 5:21 em vez da de Êxodo 20:17.
- CRV: versão da Igreja Católica Romana, o Catecismo da Igreja Católica, em grande parte — mas, não em tudo — segue Agostinho.
- LTV: versão da Igreja Luterana, segue o Catecismo Maior de Lutero, que segue Agostinho, mas omite a proibição das imagens e usa a ordem das palavras de Êxodo 20:17, em vez das de Deuteronômio 5:21 para o nono e décimo mandamentos.
- PRC:  visão da Igreja Calvinista, segue os Institutos da Religião Cristã de João Calvino, que segue a Septuaginta; esse sistema também é usado no Livro Anglicano de Oração Comum.[32]
- A passagem dos mandamentos no Êxodo contém mais de dez declarações, dezenove no total. Enquanto a própria Bíblia assina a contagem de "10", usando a frase hebraica aseret had'varim— traduzida com as 10 palavras, afirmações ou coisas, essa frase não aparece nas passagens usualmente apresentadas como sendo "os Dez Mandamentos". Várias religiões dividem os mandamentos de modo diferente.  A tabela exibida aponta essas diferenças.
- [1] Jesus Cristo, em seu ministério, apresenta uma "releitura universal da Lei Mosaica", desde o Sermão da Montanha (Mt 5, 6 e 7[33]), bem como em várias outras ocasiões, em particular, o ensino sobre "O Maior Mandamento da Lei", ao qual foi arguido por um "juiz judeu, perito na Lei", conforme (Mt 22: 34-40[34]): " (34) Assim que os fariseus ouviram que Jesus havia deixado os saduceus sem palavras, reuniram-se em conselho. (35) E um deles, juiz perito na Lei, formulou uma questão para submeter Jesus à prova: (36) 'Mestre, qual é o Maior Mandamento da Lei?' (37) Asseverou-lhe Jesus: ' Amarás o Senhor, teu Deus, de todo o teu coração, de toda a tua alma e com toda a tua inteligência. (38) Este é o primeiro e maior dos mandamentos. (39) O segundo, semelhante a este, é: Amarás o teu próximo como a ti mesmo. (40) A estes dois mandamentos estão sujeitos toda a Lei e os Profetas. " (Mt 5, 6 e 7[34]). Alguns estudiosos e intérpretes bíblicos apressam-se a concluir que, com tal declaração, O Senhor Jesus Cristo houvesse abolido a Lei Antiga, o que, em verdade, nunca se deu. O que Ele fez foi uma "releitura unificadora e universalizante da Lei Antiga (também universal)", contudo sob um novo prisma — o prisma soberano do Amor". E, nesse sentido — pode-se dizer que Jesus Cristo "resumiu" a Antiga Lei de dez mandamentos para dois... e os dois tornou-os um só: O Grande e Universal Mandamento do Amor. O Apóstolo João, em seu evangelho remarca essa nota de modo extraordinário, por exemplo, em Jo 3:16-17[35]: " (16) Porque Deus amou o mundo de tal maneira que deu o seu Filho Unigênito, para que todo aquele que nele crê não pereça, mas tenha a vida eterna. (17) Portanto, Deus enviou o seu Filho ao mundo não para condenar o mundo, mas para que o mundo fosse salvo por meio dele. ". E, ainda mais, em suas Cartas (ou Epístolas), ele faz questão de aprofundar esse tema essencial, indispensável e universal. Por exemplo, em 1 Jo 3:16-17[36]:" (7) Amados, amemos uns aos outros, pois o Amor procede de Deus; e todo aquele que ama é nascido e conhece a Deus. (8) Aquele que não ama não conhece a Deus, porquanto Deus é Amor. (9) Foi desse modo que se manifestou o Amor de Deus para conosco: em haver Deus enviado o Seu Filho Unigênito ao mundo, para vivermos por intermédio d'Ele. (10) Assim, nisto consiste o Amor: não em que nós tenhamos amado a Deus, mas em que Ele nos amou e enviou o seu Filho como propiciação pelos nossos pecados. ". Algumas igrejas cristãs, entre as quais a Igreja Católica Romana,  mas não apenas ela, reunem os mandamentos da seguinte forma:  os mandamentos do Decálogo de números 1 a 4 são mandamentos de Amor a Deus; os de números 5 a 10 são mandamentos de Amor ao próximo.
- [2] O Cristianismo, em suas igrejas de modo geral (exceto as de confissão sabatista, como a Igreja Adventista do Sétimo Dia, entre outras) entende o dia de domingo como o dia do Senhor na Nova Aliança, pois foi o dia em que Jesus Cristo ressuscitou ("o terceiro dia")[37].
- [3] O Judaísmo afirma que essa é uma referência ao furto em geral, embora alguns, com base em Lv 19:11,[38] e na hermenêutica talmúdica (דבר הלמד מעניינו, Davar ha-lamed me-inyano ="O que ensina seu interesse",[39][40] sugiram ser apenas furto de propriedade.
- (4)/sab e (3 ou 4)/dom significam, respectivamente, os dias de sábado ou domingo, considerados de observância devida para o mandamento do shabbãth, por parte da confissão religiosa citada. O número "3" significa que a fé em causa considera-o como terceiro mandamento e o número "4", como o quarto mandamento.

A narrativa bíblica da revelação no Sinai começa em Êxodo 19:16,17 após a chegada dos filhos de Israel ao Monte Sinai (também chamado Monte Horebe). "(16) Ao alvorecer do terceiro dia, houve trovões, relâmpagos e uma espessa nuvem sobre a montanha, e um clangor muito forte de trombeta; e todas as pessoas que estavam no acampamento começaram a tremer de medo. (17) Então Moisés conduziu o povo para fora do acampamento, para encontrar-se com Deus, ao pé da montanha". Depois de "Javé Deus, o Senhor descer sobre o Monte Sinai", Moisés subiu brevemente e voltou e preparou o povo, e, em seguida, em Êxodo 20, "Deus falou" a todas as pessoas as palavras da Aliança, ou seja, os "Dez Mandamentos", como está escrito. A erudição bíblica moderna diverge sobre se, em Êxodo 19-20, o povo de Israel ouviu diretamente todo o Decálogo, ou apenas parte dele, ou se o povo o recebeu por meio de Moisés.
Como o povo estava com medo de ouvir mais e "distanciou-se", Moisés disse: "Não tenhais medo". Ele, porém, chegou-se à "escuridão espessa", onde "A Presença do SENHOR estava", para ouvir os estatutos adicionais e "juízos" os quais "escreveu"  na "Torá", e que leu para o povo na manhã seguinte, e todo o povo concordou em obedecer e fazer tudo o que o SENHOR havia dito. Moisés escoltou um grupo seleto composto por Aarão, Nadabe e Abiú e "setenta dos anciãos de Israel" para um local no monte onde eles adoravam "de longe"e eles "viram O Deus de Israel" acima de um "pavimento trabalhado como pedra de safira clara".
Então Javé disse a Moisés: "Sobe o monte, vem até mim e fica aqui; Eu te darei as tábuas de pedra com a Lei e os mandamentos que escrevi para instrução do povo!" Moisés partiu com Josué, seu cooperador; e subiram à montanha de Deus. — Primeira menção das Tábuas da Aliança em Ex 24:12-13

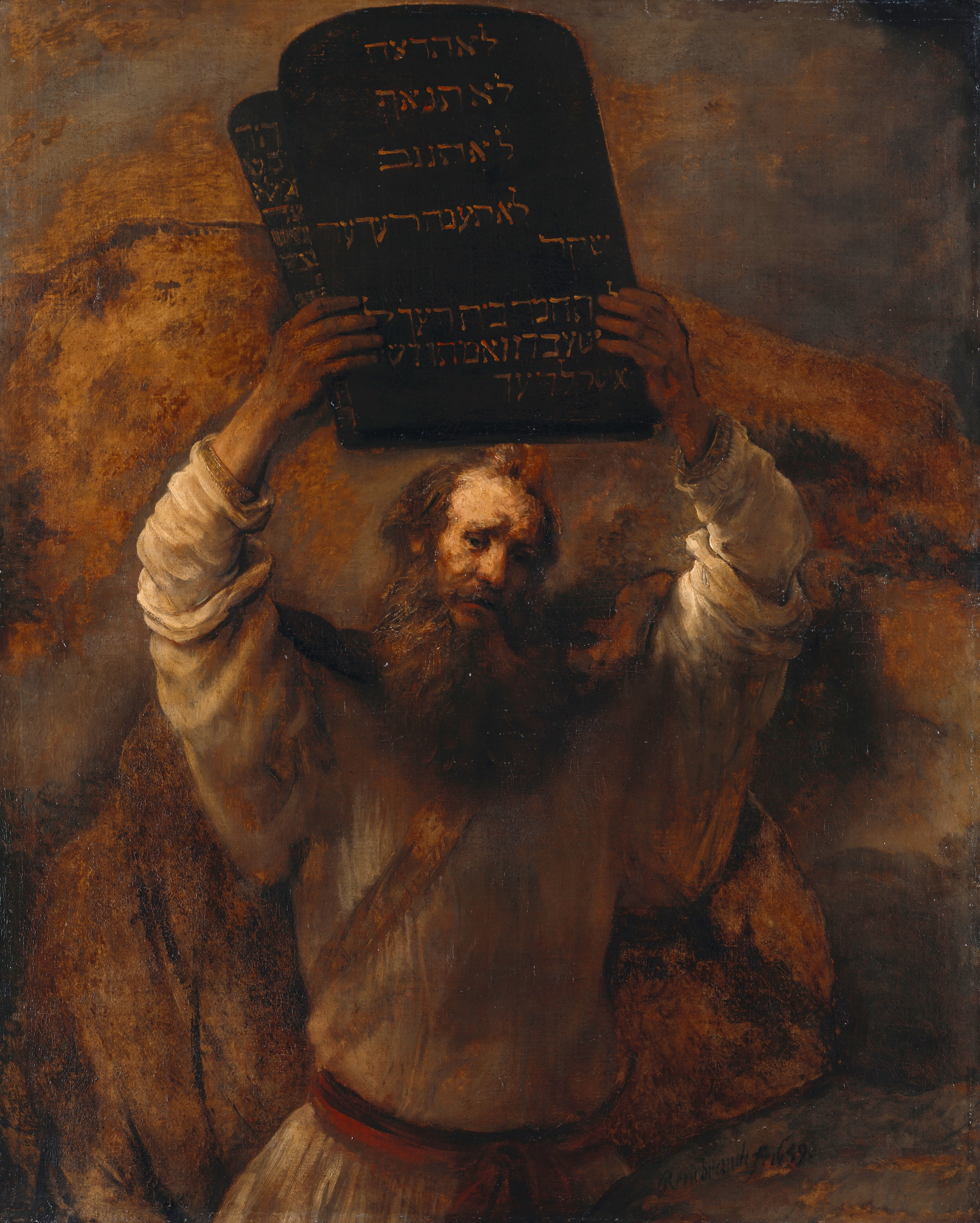
Moisés quebra as Tábuas da Lei (1659) por Rembrandt. (Gemäldegalerie, Berlin)

O monte ficou coberto pela nuvem durante seis dias, e no sétimo dia Moisés entrou no meio da nuvem e ficou "no monte quarenta dias e quarenta noites ". E Moisés disse: "O Senhor Javé entregou-me duas tábuas de pedra escritas com O Dedo de Deus, e nelas estava escrito de acordo com todas as Palavras, que o Senhor Javé falou convosco no monte do meio do fogo no dia da assembléia " Antes dos quarenta dias completos expirarem, os filhos de Israel decidiram coletivamente que algo havia acontecido a Moisés, e compeliram Arão a moldar um bezerro de ouro , e ele "construiu um altar diante dele" e o povo "adorou". Com essa conduta, o povo de Israel demonstrou que, apesar de ter saído e liberto do Egito em apenas um dia, todavia, o Egito ainda precisava sair dele, o que tomou muito mais tempo.
Após quarenta dias, Moisés e Josué desceram do monte com as duas tábuas: "E aconteceu que, chegando ao arraial, viu o bezerro e a dança; e Moisés, ardendo em ira, tirou as tábuas das mãos e as quebrou no pé do monte. Após os eventos nos capítulos 32 e 33, no capítulo 34: "Então Javé solicita a Moisés: 'Corta duas placas de pedra semelhantes às primeiras, sobe a mim na montanha, e Eu escreverei as mesmas palavras que escrevi nas primeiras tábuas, que quebraste'.". "(27) Disse ainda Javé a Moisés: 'Escreve essas palavras; porquanto é de acordo com o teor dessas palavras que estabeleço aliança contigo e com Israel!' (28) Moisés ficou ali com o SENHOR quarenta dias e quarenta noites, sem comer pão e sem beber água. E escreveu sobre as tábuas de pedra as palavras da aliança: os Dez Mandamentos".
Conforme a tradição judaica, Êxodo 20: 1–17{ constitui a primeira dação de Deus dos Dez Mandamentos nas duas tábuas, que Moisés quebrou em ira com sua nação rebelde. Mais tarde, foi reescrita em novas tábuas e depositada na Arca da Aliança Essas novas tábuas consistem na reedição por Deus dos Dez Mandamentos para a geração mais jovem que deveria entrar na Terra Prometida. As passagens em Êxodo 20 e Deuteronômio 5 contêm mais de dez declarações, totalizando dezenove ao todo.

## Antigo Testamento

### Visão judaica
Para evitar ficarem culpados ao abusar acidentalmente O Nome de Javé, os eruditos judeus não escrevem ou pronunciam "Seu Nome" na maioria dos casos, mas usam substitutos como Adonai (O Senhor) ou HaShem (O Nome). Nas traduções portuguesas da Bíblia, nessa cautela, até o nome Adonai grafa-se "Senhor", e o nome próprio Javé , ou escrito YHWH, grafa-se em maiúsculas (SENHOR) ou em versalete, Senhor.
Joseph Telushkin , um rabino ortodoxo moderno, escreveu que o mandamento é muito mais do que uma proibição contra interjeições casuais ao usar O Nome de Deus. Ele apontou que a tradução mais literal de "Lo tiså" (em Lo tiså et shem YHVH eloheykha lashåv ky lo) é "[Tu] não falarás" (mais rigoroso, imperativo) em lugar de "[Tu] não deves falar" (menos rigoroso, recomendativo), o que ajuda a entender mais os mandamentos "[Tu] não matarás" e "[Tu] não adulterarás".
Um dos primeiros mandamentos listados por Maimônides no Mishneh Torah é aResponsabilidade de Santificar O Nome de Javé Deus. Maimônides sugeriu que o mandamento deva ser tomado da forma mais ampla e geral possível, devendo-se proibir mencionar O Nome de Javé Deus desnecessariamente, a qualquer momento. Estudiosos judeus referem-se a isso como לבטא את שם השמים ללא תועלת (motzi shem shamayim lavatalah), isto é, "pronunciar o Nome do Céu inutilmente". Para evitar a culpa associada a quebra acidental do mandamento, estudiosos judeus aplicaram essa proibição a todos os sete títulos bíblicos de Javé Deus, além de a'O Nome Próprio (יהוה, YHWH, Javé ou assemelhados), e estabeleceram a salvaguarda da circunlocução quando se referiam a'O Nome de Javé Deus. Ao escrever Os Nomes (Títulos) de Javé Deus, uma prática comum inclui a substituição de letras ou sílabas, de modo que a palavra escrita não seja exatamente o nome ou que o nome seja escrito de maneira abreviada. Os judeus ortodoxos sequer pronunciam O Nome ou Um Título de Javé Deus, a menos que Ele seja dito ou em oração ou em estudo religioso. O Nome Sagrado (יהוה, YHWH, Tetragrama ou Tetragrammaton), nunca é dito ou pronunciado por esses judeus, mas sempre lido reverentemente como Adonai (O Senhor), HaShem (O Nome), ou às vezes AdoShem.

"Que O Teu Grande Nome seja abençoado para todo o sempre."— Kaddish
O Kaddish é uma oração importante em um culto de oração judaico, cujo tema central é a ampliação e a santificação d'O Nome de Javé Deus. Juntamente com o Shemá e Amidah, é uma das mais importantes e centrais orações da liturgia judaica.

## Novo Testamento

### Cristianismo
No Sermão da Montanha, Jesus ensinou que a palavra deve ser confiável, sem jurar-se por Deus, ou Sua criação. Na sua Carta,  Tiago Apóstolo reitera o ensino de dizer 'sim' ou 'não' e manter a palavra, "para não se cair em condenação":

"(33) Também ouvistes o que foi dito aos antigos: 'Não jurarás falso, mas cumprirás todos os teus juramentos a'O Senhor'. (34) Porém, Eu vos digo: NÃO JUREIS DE FORMA ALGUMA; nem pelos céus, que são o trono de Deus; (35) nem pela terra, por ser o Estrado onde Repousam Seus Pés; nem por Jerusalém, porque é a Cidade do Grande Rei. (36) E não jures por tua cabeça, pois não tens o poder de tornar um fio de cabelo branco ou preto. (37) SEJA, PORÉM, O TEU SIM, SIM! E O TEU NÃO, NÃO! O que passar disso vem do Maligno. "(Bíblia King James Atualizada online)
"(12) Contudo, queridos irmãos; não jureis, nem pelo céu, nem pela terra, nem façais qualquer outro juramento. Seja suficiente a vossa palavra; sendo sim, seja sim; quando não, não. Procedei assim para não cairdes em condenação."(Bíblia King James Atualizada online)
Conforme David Cook, apelo às autoridades para validar uma verdade ou promessa expandira-se nos dias de Jesus, prática que não conformava com o mandamento original Jesus adverte-os com o aviso de que eles eram cegos e tolos que davam credibilidade a tais argumentos:

"(16) Ai de vós, guias cegos! Porque ensinais: 'Se uma pessoa jurar pelo santuário, isso não tem significado; porém, se alguém jurar pelo ouro do santuário, fica obrigado a cumprir o que prometeu'. (17) Tolos e cegos! Pois o que é mais importante: o ouro ou o santuário que santifica o ouro? (18) E mais, dizeis: 'Se uma pessoa jurar pelo altar, isso nada significa; mas, se alguém jurar pela oferta que está sobre ele, fica, assim, comprometido ao seu juramento'. (19) Embotados! O que é mais importante: a oferta, ou o altar que santifica a oferta? (20) Portanto, a pessoa que jurar em Nome do Altar, jura pel'O Altar e por Tudo o que está sobre Ele. (21) E quem jurar pelo Santuário, jura pelo Santuário e em Nome d'Aquele que n'Ele habita. (22) E aquele que jurar pelos Céus, jura pelo Trono de Deus e em Nome d'Aquele que n'Ele está assentado. "(Bíblia King James Atualizada online)
Segundo o Evangelho de João, Jesus fez apelos ao Poder d'O Nome de Deus, e também reivindicou O Nome de Javé Deus como Seu Próprio, que seria blasfêmia, se não fosse verdade. O Evangelho de João relata um incidente em que um grupo tenta apedrejar Jesus depois de Ele falar O Nome de Deus. Jesus diz ser Ele O Messias, e faz paralelos entre Si e "O Filho do Homem" referido pelo profeta Daniel, o que evoca a resposta enfática de ter blasfemado (quebrado o mandamento) e merecer a morte:

"(59) Mas os líderes dos sacerdotes e todo o Sinédrio estavam tentando suscitar um falso testemunho contra Jesus, para que tivessem o direito de condená-l'O à morte. (60) Todavia, nada encontraram, apesar de se terem apresentado vários depoimentos inverídicos. Ao final, entretanto, compareceram duas testemunhas que alegaram: (61) 'Este homem afirmou: 'Tenho poder para destruir o Santuário de Deus e reconstruí-lo em três dias' '. (62) Então o Sumo Sacerdote levantou-se e interrogou a Jesus: 'Não tens o que responder a estes que depõem contra ti?' (63) Mas Jesus manteve-se em silêncio. Diante do que o sumo sacerdote lhe intimou: 'Eu te coloco sob juramento diante do Deus Vivo e exijo que nos digas se Tu és o Cristo, o Filho de Deus!' (64) 'Tu mesmo o declaraste', afirmou-lhe Jesus. 'Contudo, Eu revelo a todos vós: Chegará o dia em que vereis o Filho do homem assentado à direita do Todo-Poderoso, vindo sobre as nuvens do Céu!"(Bíblia King James Atualizada online)
"(18) Então, Jesus aproximando-se deles lhes assegurou: 'Toda a autoridade me foi dada no céu e na terra. (19) Portanto, ide e fazei com que todos os povos da terra se tornem discípulos, batizando-os em Nome d'O Pai, e d'O Filho, e d'O Espírito Santo; (20) ensinando-os a obedecer a tudo quanto vos tenho ordenado. E assim, Eu estarei permanentemente convosco, até o fim dos tempos'."(Bíblia King James Atualizada online)
O autor da Carta aos Hebreus citou a Promessa de Javé Deus a Abraão, como garantia de cumprimento das futuras: "Ora, os homens juram por quem é maior que eles, e para eles o juramento confirma a palavra empenhada, pondo fim a toda discussão". Na Promessa de Javé Deus a Abraão, Ele jurou pel'O Seu Próprio Nome, para garanti-la, pois Ninguém há maior que Ele por Quem jurar Fílon de Alexandria disse ser natural Javé Deus jurar por Si Mesmo, o que é "coisa impossível para outro qualquer ser".
Semelhante aos eventos descritos no Livro de Daniel, o Livro de Apocalipse contém uma descrição de um Anjo que jura por Javé Deus sobre a Verdade dos eventos do Fim dos Tempos que está sendo revelado a João na Ilha de Patmos.

### Visão católica
"SENHOR, nosso Soberano Deus, como é Majestoso o Teu Nome por toda a terra! Tu, cuja Glória é cantada acima dos Céus!"— Salmo 8:1, Catecismo da Igreja Católica - 2160
A Igreja Católica ensina que O Nome do Senhor Javé Deus é Santo e deve ser introduzido no discurso de alguém apenas para abençoar, louvar ou glorificar Esse Nome. O Nome de Javé Deus deve ser usado respeitosamente, com consciência d'A Presença de Deus. Não deve ser abusado por discursos descuidados, juramentos falsos ou palavras de ódio, repreensão ou desafio para com Deus, nem usados em magias. Em razão de O Senhor Jesus Cristo ser acreditado como O Messias e "A Imagem do Deus invisível", este mandamento é aplicado a'O Nome de Jesus Cristo também.
O sentimento por trás deste mandamento é expresso na Oração do Senhor: "Pai Nosso, que estás nos Céus, Santificado seja o Teu Nome". Conforme Papa Bento XVI, ao Javé Deus revelar Seu Nome a Moisés, criou um relacionamento com a humanidade; afirmou que a Encarnação de Jesus Cristo foi o ápice d'Um Processo que "começou com a Doação d'O Nome Divino". Disse que isso implica O Nome Divino talvez seja usado indevidamente, e a inclusão de Jesus de "Santificado seja O Teu Nome" exalta O Nome de Deus, e "protege o Maravilhoso Mistério de Sua Acessibilidade a nós", afirma Sua Verdadeira Identidade, em oposição à nossa distorção."
Fazer um juramento ou jurar, portanto, é conduta de extrema gravidade: é, afinal, chamar O Senhor Javé Deus como testemunha do que se afirma; é invocar a Veracidade Divina como penhor da própria veracidade, a qual pode ser verdadeira de fato, mas pode não o ser [aqui, o gravame, a ofensa]:

"Promessas feitas a outros em Nome de Deus envolvem a Honra Divina, Sua Fidelidade, Sua Veracidade e Sua Autoridade. Esses atributos devem ser respeitados na Justiça. Ser infiel a Eles é usar mal O Nome de Deus e, de alguma forma, tornar O Senhor Javé Deus um mentiroso."— 1 João 1:10 - Catecismo da Igreja Católica - 2147
Pela mesma razão, o Catecismo da Igreja Católica ensina que é um dever rejeitar os falsos juramentos que outros podem tentar impor; um juramento pode ser falso porque atesta a mentira, porque uma autoridade ilegítima o exige, ou porque o propósito do juramento é contrário à Lei de Deus ou à dignidade humana.

### Visão protestante
A Igreja Luterana, por meio da "Testemunha Luterana", um documento doutrinário que representa a fé luterana, apoia a visão de que os juramentos geralmente não devem ser feitos ou pronunciados, exceto "se for para a Glória de Javé Deus e, ainda, efetiva, rigorosa e sinceramente, para o bem-estar de nosso próximo". Declara, em especial, que o uso apropriado d'O Nome de Javé Deus inclui a administração de juramentos no tribunal e o juramento de um líder espiritual ou político em seus respectivos ofícios, sempre que incluam responsabilidades para com Javé Deus e outros seres humanos.
João Calvino, em suas Institutas da Religião Cristã, prepara a base para discutir este Mandamento, observando que um juramento chama Javé Deus para testemunhar [e confirmar] que o que se diz é verdade, e que um juramento apropriado é uma adoração a Javé Deus, na medida em que implica uma profissão de fé. Quando o testemunho humano falha, as pessoas apelam a Javé Deus como testemunha, O Único capaz de trazer à luz coisas ocultas e sondar o coração. O falso juramento rouba a Javé Deus a Sua Verdade (perante o observador, presente) e, portanto, é um assunto sério. No que diz respeito ao uso casual d'O Nome de Javé Deus, Calvino resumiu: "Lembre-se que um juramento não deve ser emitido à paixão ou prazer, mas por necessidade". Ele escreveu que o uso frequente ou casual d'O Nome de Javé Deus entorpeceu a consciência pública, mas que o Mandamento, com sua penalidade, ainda permanece.
Matthew Henry descreveu cinco categorias de ações que constituem uso d'O Nome de Javé Deus em vão: 1) hipocrisia - fazer profissão d'O Nome de Javé Deus, mas não viver de acordo com essa profissão; 2) quebra da aliança - se alguém chega a fazer promessas a Deus, é porque não realiza as ações prometidas; 3) juramento fútil; 4) juramento falso; e 5) uso d'O Nome de Javé Deus de forma banal e descuidada, por charme, gracejo ou esporte. Ele salientou que, embora uma pessoa possa julgar-se inocente nesses assuntos, o Mandamento assegura que Javé Deus não o fará.

### Visão mórmon
A Igreja de Jesus Cristo dos Santos dos Últimos Dias crê neste Mandamento, como está escrito em Êxodo 20. Esse Mandamento tem sido repetida nas "Escrituras SUD", tais como "O Livro de Mórmon" e em "Doutrina e Convênios":

"Não tomarás o nome do Senhor Teu Deus em vão; porque o Senhor não terá por inocente o que tomar o Seu Nome em vão".— Mosiah 13:15
"Guarda-te do mal, para não tomares O Nome do Senhor em vão, porque Eu Sou O Senhor Teu Deus, o Deus de vossos pais, o Deus de Abraão e de Isaque e de Jacó".— Doutrinas e Convênios 136:21]
"E também O Senhor Deus ordenou que os homens não tivessem malícia, que eles não mentissem; que eles não tomassem O Nome do Senhor Seu Deus em vão; que eles não matassem; que eles não adulterassem nem prostituíssem; que eles não furtassem; que eles não cobiçassem; que eles não devessem contender um com o outro; e que eles não devessem fazer qualquer dessas coisas; porque todo aquele que perecer, perecerá."— Nephi 26:32
O ex-presidente e profeta da Igreja, Spencer W. Kimball, numa pregação contou a seguinte relato, com ele acontecido, para inspirar os crentes:
"O presidente Kimball foi submetido a uma cirurgia, há muitos anos. Após a intervenção, da sala de cirurgia, ele foi levado para a sala de cuidados intensivos. O atendente que empurrava a maca que e o levava tropeçou e soltou um juramento usando o nome do Senhor. O presidente Kimball, que foi pouco consciente, disse fracamente: 'Por favor! Por favor! Esse é O Meu Senhor, cujo nome você está insultando...' Houve um grave silêncio; então, o rapaz apenas sussurrou com voz baixa: 'Perdoe-me'."

### Visão readeana
William Winwood Reade, historiador e filósofo britânico (1838–1875), assim interpreta o Terceiro Mandamento: "A invenção do Juramento. Mas a principal vantagem que a religião já conferiu a humanidade, nos tempos antigos, ou nos tempos modernos, foi sem dúvida o juramento. Os sacerdotes ensinaram que, se a promessa fosse feita em nome dos deuses, e se a promessa fosse quebrada, os deuses matariam aqueles que tomaram o seu nome em vão. Tal é o verdadeiro significado do terceiro mandamento. Antes desse tempo, tratados de paz e contratos de todo tipo em que a confiança mútua era necessária só poderia ser efetuada pelo intercâmbio de reféns, mas, então, por meio desse dispositivo puramente teológico, uma forma verbal tornava-se um penhor sagrado: os homens podiam confiar uns nos outros em todos os momentos;e as tribos estrangeiras reuniam-se livremente sob o abrigo dessa útil superstição, que ainda sobrevive em nossos tribunais".